# Roxane Fournier
Roxane Fournier (Soisy-sous-Montmorency, 7 de noviembre de 1991) es una deportista francesa que compitió en ciclismo en las modalidades de pista y ruta.
Ganó una medalla de bronce en el Campeonato Europeo de Ciclismo en Pista de 2015, en la prueba de scratch.
En carretera corrió entre los años 2014 y 2018 con el equipo Futuroscope, en 2019 se cambió al Movistar, entre 2021 y 2022 corrió para el SD Worx y en 2023 se pasó al St. Michel-Mavic-Auber93. Ganó dos etapas del Tour de Bretaña (2013 y 2014) y una etapa del Tour de la Isla de Chongming (2015).
Se retiró de la competición en junio de 2024 debido a una endofibrosis arterial.

## Medallero internacional
| Campeonato Europeo | Campeonato Europeo | Campeonato Europeo | Campeonato Europeo |
| Año                | Lugar              | Medalla            | Competición        |
| ------------------ | ------------------ | ------------------ | ------------------ |
| 2015               | Grenchen (Suiza)   | Medalla de bronce  | Scratch            |

## Palmarés

### Ruta
2012 (como amateur)
- 1 etapa del Tour de Bretaña Femenino

2013 (como amateur)
- 1 etapa del Tour de Bretaña Femenino

2014
- 1 etapa del Trophée d'Or Féminin

2015
- Gran Premio de Dottignies
- 1 etapa del Tour de la Isla de Chongming
- 1 etapa del Trophée d'Or Féminin

2016
- 1 etapa del Tour de la Isla de Zhoushan
- 2 etapas de La Route de France

### Pista
2010
- 3.ª en el Campeonato de Francia Puntuación

2014
- Campeonato de Francia Persecución por Equipos (haciendo equipo con Fiona Dutriaux y Pascale Jeuland)

2015
- 3.ª en el Campeonato Europeo de Pista Scratch

## Resultados en Grandes Vueltas y Campeonatos del Mundo
Durante su carrera deportiva ha conseguido los siguientes puestos en las Grandes Vueltas femeninas y en los Campeonatos del Mundo en carretera:
| Carrera         | Carrera         | 2010 | 2011 | 2012 | 2013 | 2014 | 2015 | 2016 | 2017 | 2018 | 2019 | 2020 | 2021  | 2022 |
| --------------- | --------------- | ---- | ---- | ---- | ---- | ---- | ---- | ---- | ---- | ---- | ---- | ---- | ----- | ---- |
|                 | Giro de Italia  | —    | —    | —    | —    | —    | —    | 96.ª | Ab.  | Ab.  | —    | —    | —     | —    |
|                 | Tour de l'Aude  | —    | X    | X    | X    | X    | X    | X    | X    | X    | X    | X    | X     | X    |
|                 | Tour de Francia | X    | X    | X    | X    | X    | X    | X    | X    | X    | X    | X    | X     | —    |
| Mundial en Ruta | Mundial en Ruta | —    | —    | —    | —    | —    | Ab.  | 6.ª  | —    | —    | —    | —    | 109.ª | —    |

| —: No participó | Ab: Abandono | X: Edición no celebrada |

## Equipos
- ESGL 93-GSD Gestión (2010)
- ASPTT Dijon-Bourgogne (2011)
- Futuroscope (2014-2018)
  - Poitou-Charentes.Futuroscope.86 (2014-2016)
  - FDJ Nouvelle Aquitaine Futuroscope (2017-2018)
- Movistar Team (2019)
- Chevalmeire Cycling Team (2020)
- Team SD Worx (2021-2022)
- St. Michel-Mavic-Auber93 (2023-2024)

 Fuente: procyclingstats.com.